# فيغو يوهانسن
فيغو يوهانسن (بالنرويجية البوكمول: Viggo Johansen)‏ هو لاعب كرة قدم وصحافي نرويجي، ولد في 1949 في أوسلو في النرويج. لعب مع Vålerengens IF ‏.

## وصلات خارجية
- فيغو يوهانسن على موقع IMDb (الإنجليزية)